# Bernhard Keller (directeur de la photographie)
Pour les articles homonymes, voir Keller.
Ne doit pas être confondu avec Bernhard Keller (mathématicien).
Bernhard Keller, né en 1967 à Greifswald, dans le Land de Mecklembourg-Poméranie-Occidentale (Allemagne), est un directeur de la photographie allemand.

## Biographie
Bernhard Keller termine un apprentissage de technicien orthopédique puis commence une formation d'acteur.
De 1994 à 2000, il étudie le cinéma à l'Université du cinéma et de la télévision de Potsdam-Babelsberg. Le long métrage Mein Stern est son film de fin d'études en direction de la photographie.
Depuis lors, il travaille comme directeur de la photographie indépendant pour des longs métrages et des documentaires et a fait la photographie de nombreux films primés.

## Filmographie partielle

### Au cinéma
- 2003 : Struggle de Ruth Mader
- 2005 : L'Imposteur de Christoph Hochhäusler
- 2006 : Désir(s) (Sehnsucht) de Valeska Grisebach
- 2007 : L'Un contre l'autre
- 2009 : Everyone Else
- 2009 : Fragments d'Allemagne
- 2010 : Sous toi, la ville
- 2010 : Au petit bonheur la chance (Glückliche Fügung) d'Isabelle Stever
- 2012 : Le Mur invisible
- 2017 : Western

### À la télévision
- 2013 : Tatort (épisode Mord auf Langeoog) (série télévisée)
- 2024 : Fortes têtes (Familie is nich) (téléfilm)

## Récompenses et distinctions
- 2017 : Prix du film Günter Rohrbach – Prix Saarland Medien GmbH pour Western[1]